# رومان بونن
رومان بونن (بالإنجليزية: Roman Bohnen)‏ مواليد 24 نوفمبر 1901 في مينيسوتا، الولايات المتحدة - الوفاة 24 فبراير 1949 في هوليوود، كاليفورنيا، الولايات المتحدة، هو ممثل أمريكي بدأ مسيرته الفنية سنة 1937.

## الأعمال
- عن الفئران والرجال
- أنشودة بيرناديت
- لا شيء غير القلب الوحيد
- أجمل سنوات العمر
- كاليفورنيا
- جان دارك

## روابط خارجية
- رومان بونن على موقع IMDb (الإنجليزية)
- رومان بونن على موقع ألو سيني (الفرنسية)
- رومان بونن على موقع أول موفي (الإنجليزية)
- رومان بونن على موقع قاعدة بيانات برودواي على الإنترنت (الإنجليزية)
- رومان بونن على موقع قاعدة بيانات الأفلام السويدية (السويدية)
- رومان بونن على موقع إن إن دي بي (الإنجليزية)
- رومان بونن على موقع قاعدة بيانات الفيلم (الإنجليزية)
- رومان بونن على موقع كينوبويسك (الروسية)